# Saint-Martin-des-Bois
Saint-Martin-des-Bois là một xã thuộc tỉnh Loir-et-Cher miền trung nước Pháp.